# Warder (Éthiopie)
Pour les articles homonymes, voir Warder et Werder.

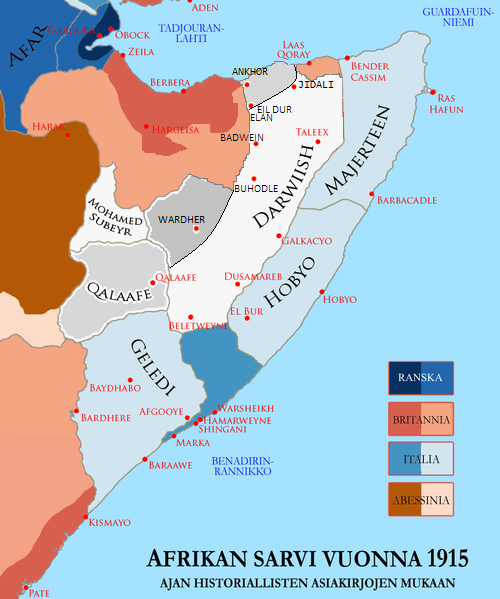
Corne de l'Afrique vers 1915.

Warder ou Werder (en somali : Wardheer) est une ville d'Éthiopie située dans la zone Dollo de la région Somali.
Située vers 6° 58′ N, 45° 21′ E à environ 550 m d'altitude, elle est le chef-lieu du woreda Warder.
Le recensement national de 2007 y fait état d'une population de 9 211 habitants. Elle est à l'époque l'une des principales agglomérations de la zone Warder, pratiquement à égalité avec la ville de Geladin, et probablement le centre administratif de cette zone qui deviendra ultérieurement la zone Dollo.